# Kulva

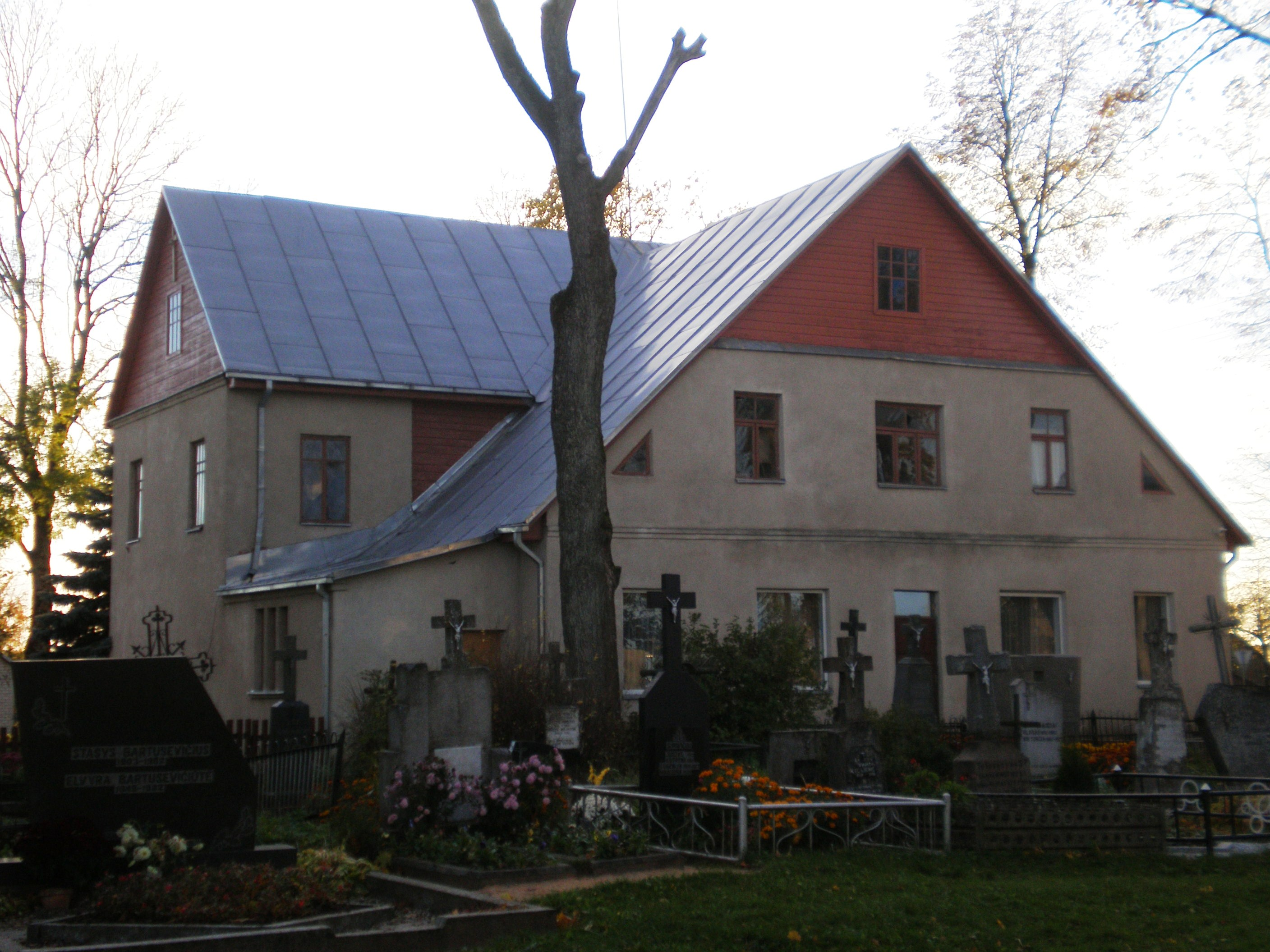
Kirche Kulva

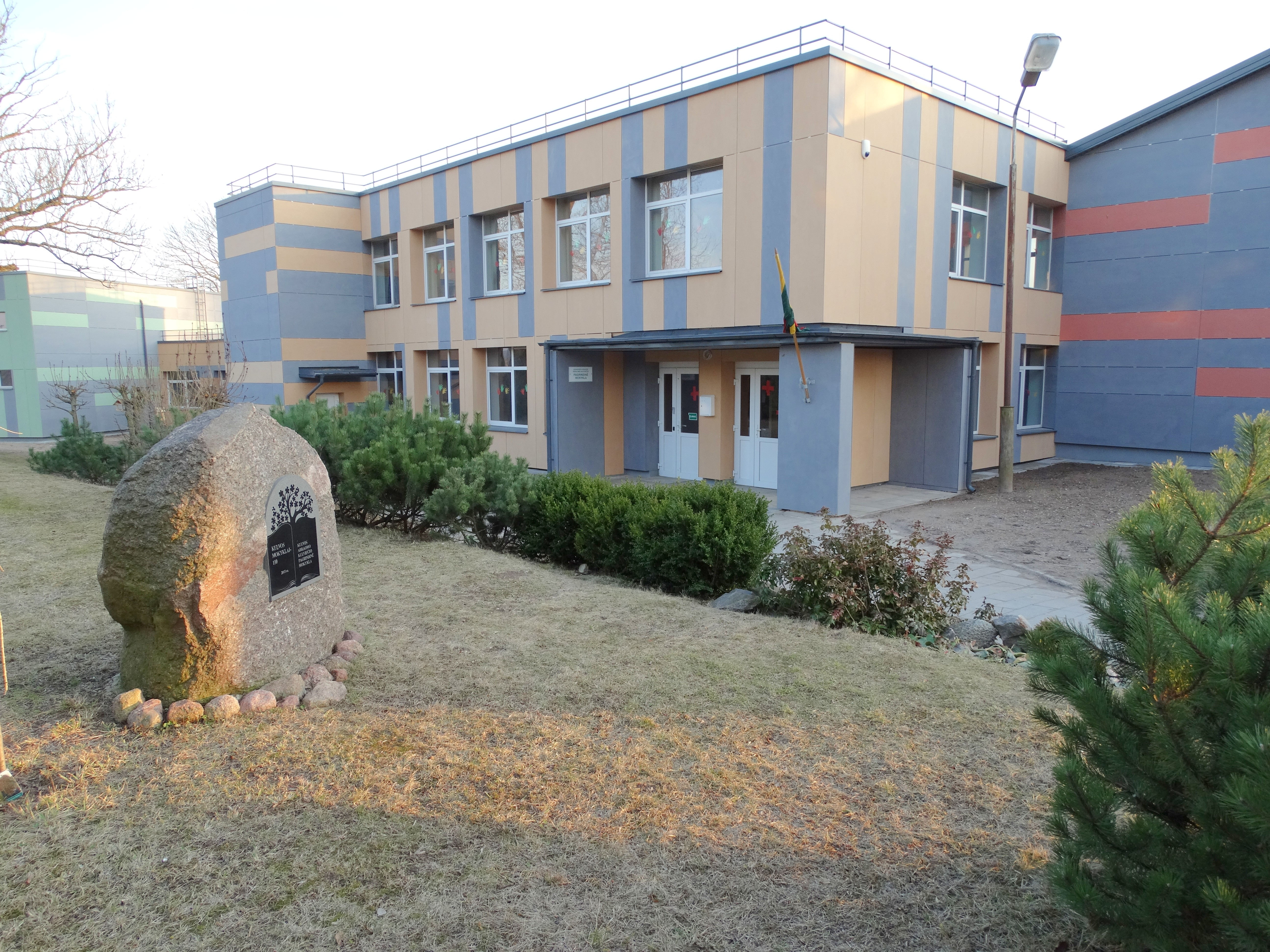
Schule

Kulva ist ein Dorf mit 319 Einwohnern (2011) in der Rajongemeinde Jonava, umseits der Landstraße KK232, 8 km nordwestlich von Jonava, am Hügelland Kulva (90–105 m über See; Teil vom Hügelland Vilkija). Es ist das Zentrum vom Amtsbezirk Kulva. Es gibt das geomorphologischen Schutzgebiet Kulva  mit dem Os Kulva.
Es gibt eine katholische Kirche der Heiligsten Jungfrau Maria (gebaut 1925), Abraomas-Kulvietis-Hauptschule Kulva, Bibliothek, Post (LT-55055), Gutshof Kulva und Park mit der Allee der alten Linden, Alter Friedhof.
1382 wurde der Ort als Kulwa zum ersten Mal urkundlich erwähnt.

## Söhne und Töchter
- Abraomas Kulvietis (um 1509–1545), Jurist und protestantischer Theologe
- Jonas Klemensas Sungaila (1948–2022), Politiker, Bürgermeister von Jonava